# Hörleinsdorf
Hörleinsdorf is een plaats in de Duitse gemeente Dietenhofen, deelstaat Beieren, en telt 28 inwoners.